# Tesfaye Gebreyesus
Tesfaye Gebreyesus (Addisz-Abeba, 1935 – Aszmara, 2019. augusztus 24.) etióp nemzetközi labdarúgó-játékvezető, az afrikai nemzetek kupáján legtöbbször részt vevő bíró.

## Pályafutása

### Nemzeti játékvezetés
A küldési gyakorlat szerint rendszeres partbírói tevékenységet is végzett. Az I. Liga játékvezetőjeként 1989-ben vonult vissza.

### Nemzetközi játékvezetés
Az Etióp labdarúgó-szövetség Játékvezető Bizottsága (JB) terjesztette fel nemzetközi játékvezetőnek, a Nemzetközi Labdarúgó-szövetség (FIFA) 1970-től tartotta nyilván bírói keretében. A FIFA JB központi nyelvei közül a angolt beszéli. Több nemzetek közötti válogatott és klubmérkőzést vezetett, vagy működő társának partbíróként segített. Az aktív nemzetközi játékvezetéstől 1989-ben búcsúzott.

#### Világbajnokságok
U20-as világbajnokság
Tunézia az első, az 1977-es ifjúsági labdarúgó-világbajnokságot, Ausztrália a 3., az 1981-es ifjúsági labdarúgó-világbajnokságot rendezte, ahol a FIFA JB bíróként foglalkoztatta.
| Időpont          | Helyszín                    | Mérkőzés típusa        | Mérkőzés                        | Eredmény | Nézők száma |
| ---------------- | --------------------------- | ---------------------- | ------------------------------- | -------- | ----------- |
| 1977. július 1.  | Városi Stadion, Szfaksz     | selejtező (D. csoport) | Irak–Ausztria                   | 5 – 1    |             |
| 1981. október 6. | Lang Park Stadion, Brisbane | selejtező (A. csoport) | Amerikai Egyesült Államok–Katar | 1 – 1    | 10 122      |

Világbajnokságok
Öt világbajnoki döntőhöz vezető úton Nyugat-Németországba a X., az 1974-es labdarúgó-világbajnokságra, Argentínába a XI., az 1978-as labdarúgó-világbajnokságra, Spanyolországba a XII., az 1982-es labdarúgó-világbajnokságra, valamint Mexikóba a XIII., az 1986-os labdarúgó-világbajnokságra, valamint Olaszországba a XIV., az 1990-es labdarúgó-világbajnokságra a FIFA JB bíróként alkalmazta. Selejtező mérkőzéseket a CAF zónában vezetett. 1978-ban a FIFA JB kifejezetten partbírói feladatok ellátására foglalkoztatta. Kettő csoportmérkőzésen és a második kör egyik találkozóján működött partbíróként. Egy esetben első számú besorolást kapott, a kor előírása szerint, a játékvezetői sérülés esetén ő vezette volna tovább a találkozót. Partbírói mérkőzéseinek száma világbajnokságon:  3.
Selejtező mérkőzések
| Időpont             | Helyszín                     | Mérkőzés típusa             | Mérkőzés          | Eredmény |        |
| ------------------- | ---------------------------- | --------------------------- | ----------------- | -------- | ------ |
| 1973. október 21.   | Independence Stadion, Lusaka | döntő csoport (1. mérkőzés) | Zambia–Marokkó    | 4 – 0    |        |
| 1980. május 8.      | Június 11. Stadion, Tripoli  | első kör (1. mérkőzés)      | Líbia–Gambia      | 2 – 1    |        |
| 1980. november 30.  | Independence Stadion, Lusaka | második kör (2. mérkőzés)   | Zambia–Marokkó    | 2 – 0    |        |
| 1981. április 15.   | Surulere Stadion, Lagos      | harmadik kör (2. mérkőzés)  | Nigéria–Guinea    | 1 – 0    |        |
| 1984. augusztus 28. | Városi Stadion, Kairó        | első kör (1. mérkőzés)      | Egyiptom–Zimbabwe | 1 – 0    |        |
| 1989. június 25.    | Nemzeti Stadion, Harare      | előselejtező (A. csoport)   | Zimbabwe–Algéria  | 1 – 2    | 15 000 |

Világbajnoki mérkőzések
| Időpont          | Helyszín                                  | Mérkőzés típusa     | Mérkőzés                | Játékvezető  | Eredmény | Nézők száma |
| ---------------- | ----------------------------------------- | ------------------- | ----------------------- | ------------ | -------- | ----------- |
| 1978. június 3.  | Chateau Carreras Stadion, Córdoba         | 1. kör (4. csoport) | Peru–Skócia             | Ulf Eriksson | 3 – 1    | 37 927      |
| 1978. június 11. | José María Minella Stadion, Mar del Plata | 1. kör (3. csoport) | Brazília–Ausztria       | Robert Wurtz | 1 – 0    | 35 221      |
| 1978. június 14. | Gigante de Arroyito Stadion, Rosario      | 2. kör (B. csoport) | Argentína–Lengyelország | Ulf Eriksson | 2 – 0    | 37 090      |

#### Afrikai nemzetek kupája
Szudán a 7., az 1970-es afrikai nemzetek kupája, Ghána a 11., az 1978-as afrikai nemzetek kupája, Nigéria a 12., az 1980-as afrikai nemzetek kupája, Elefántcsontpart, a 14., az 1984-es afrikai nemzetek kupája, Egyiptom, a 15., az 1986-os afrikai nemzetek kupája, Marokkó a 16., az 1988-as afrikai nemzetek kupája labdarúgó kuptá rendezte, ahol a CAF JB bíróként vette igénybe szolgálatát. Az Afrikai Labdarúgó-szövetség (CAF) statisztikája alapján a labdarúgó tornákon legtöbbször (1970, 1978, 1980, 1984, 1986, 1988) tevékenykedő bíró.
| Időpont           | Helyszín                                | Mérkőzés típusa              | Mérkőzés                  | Eredmény |
| ----------------- | --------------------------------------- | ---------------------------- | ------------------------- | -------- |
| 1970. február 16. | Municipal Stadion, Kartúm               | döntő                        | Szudán–Ghána              | 1 – 0    |
| 1978. március 6.  | Városi Stadion, Kumasi                  | csoportmérkőzés (B. csoport) | Marokkó–Tunézia           | 1 – 1    |
| 1980. március 22. | Surulere Stadion, Lagos                 | döntő                        | Nigéria–Algéria           | 3 – 0    |
| 1984. március 4.  | Félix Houphouët-Boigny Stadion, Abidjan | csoportmérkőzés (A. csoport) | Egyiptom–Kamerun          | 1 – 0    |
| 1986. március 7.  | Nemzetközi Stadion, Kairó               | csoportmérkőzés (A. csoport) | Elefántcsontpart–Mozambik | 3 – 0    |
| 1986. március 17. | Nemzetközi Stadion, Kairó               | egyik elődöntő               | Egyiptom–Marokkó          | 1 – 0    |
| 1988. március 13. | Mohamed V. Stadion, Casablanca          | csoportmérkőzés (A. csoport) | Marokkó–Zaire             | 1 – 1    |

#### Olimpiai játékok
Az 1984. évi nyári olimpiai játékok labdarúgó tornáján a FIFA JB bírói szolgálattal bízta meg.
| Időpont            | Helyszín                    | Mérkőzés típusa              | Mérkőzés               | Eredmény | Nézők száma |
| ------------------ | --------------------------- | ---------------------------- | ---------------------- | -------- | ----------- |
| 1984. augusztus 2. | Rose Bowl Stadion, Pasadena | csoportmérkőzés (D. csoport) | Costa Rica–Olaszország | 1 – 0    | 41 291      |

### Sportvezetőként
Az aktív pályafutását követően az Etióp labdarúgó-szövetség elnöke. 1996-tól az Eritreai labdarúgó-szövetség (ENFF) elnöke volt. FIFA JB koordinátor, ellenőr.

## Szakmai sikerek
1993-ban a nemzetközi játékvezetés hírnevének erősítése, hazájában 10 éve a legmagasabb Ligában (osztályban) folyamatosan tevékenykedő, eredményes pályafutása elismeréseként, a FIFA JB felterjesztésére az 1965-ben alapított International Referee Special Award címmel és oklevéllel tüntette ki.